# Psilopa radiolata
Psilopa radiolata är en tvåvingeart som först beskrevs av Becker 1903.  Psilopa radiolata ingår i släktet Psilopa och familjen vattenflugor. Inga underarter finns listade i Catalogue of Life.